# Свято ліхтарів (фільм)
«Свято ліхтарів» — радянський короткометражний художній фільм 1980 року режисера Євгена Марковського.

## Сюжет
Назва фільму відсилає до японського Свята ліхтарів — дня поминання покійних, який відзначається 13-15 серпня. 15 серпня 1945-го. Маньчжурія. Квантунська армія день тому капітулювала, Японський імператор здався, але деякі його солдати — ні. На лісовій дорозі очікує ремонтників підбита «тридцятьчетвірка» молоденького лейтенанта Віктора Лапшина, що навіть і не встиг повоювати. З ним охороняти машину залишений рядовий десантник Комаров, бувалий вояка. Коли Комаров відходить набрати води, японський тейсінтай бере в полон Лапшина і закривається з ним у танку. Він називає себе Йосіо Ханасі, він обраний в солдати-смертники кілька днів тому, колишній студент, родом з Нагасакі, він добре розмовляє російською, знає російську літературу, і пропонує Лапшину поговорити, кажучи, що вони вже не вороги, тому що обидва вже мертві. На дорозі з'являється колона радянської техніки, японець підбиває радянський бронетранспортер і блокує дорогу. На переговори разом з радянським офіцером йде і майор японської армії, який повідомляє Йосіо про завершення війни, але той не збирається здаватися: на питання як його звуть називає себе Хіросіма Нагасакі та каже, що йому нікуди повертатися, і його самого немає — він смертник. Йосіо відправляє снаряд у досилатель, але вистрілити йому не вдасться — лейтенант Лапшин підриває танк. Якщо на початку фільму показуються анкети з даними Лапшина, Комарова та Йосіо Ханасі, то в фінальних титрах — незаповнена анкета з фотографією немовляти й роком народження — 1980.

## У ролях
- Дмитро Харатьян —  Віктор Лапшин, танкіст, гв. мол. лейтенант
- Дмитро Матвєєв —  Олексій Комаров, рядовий
- Єрмек Шинарбаєв —  Йосіо Ханасі, тейсінтай Квантунської армії
- Борис Чунаєв —  танкіст
- Олександр Ольков —  Коля, капітан
- Володимир Січкар —  Кайно Тіммоті, японський офіцер
- Ігор Тарадайкін —  радянський офіцер
- А. Ван-лі — епізод
- В. Ван-лі — епізод
- А. Рогожкін — епізод
- Д. Плотников — епізод
- А. Воронін — епізод
- І. Синайська — епізод

## Знімальна група
- Режиссер — Євген Марковський
- Сценарист — Євген Марковський
- Оператор — Олександр Рудь
- Композитор — Ігор Красильников
- Художник — Леонід Єршов